# デデキントゼータ関数
デデキントゼータ関数（デデキントゼータかんすう、英: Dedekind's zeta function）とは、
代数体 K に対して
{\displaystyle \zeta _{K}(s)=\sum _{\mathfrak {a}}{\frac {1}{(N{\mathfrak {a}})^{s}}}}
で表される関数のことをいう。ただし、和は K の整イデアル全てを動き、{\displaystyle \scriptstyle N{\mathfrak {a}}} は整イデアル {\displaystyle {\mathfrak {a}}} のノルムである。従って、デデキントゼータ関数は、ヘッケのL関数の特別な場合である。
特に、K が有理数体のとき、リーマンゼータ関数になる。
与えられた整数 n に対して、ノルムが n である整イデアルは有限個しかなく、ノルムは正整数であるので、
デデキントゼータ関数は、
{\displaystyle \zeta _{K}(s)=\sum _{n=1}^{\infty }{\frac {F_{n}}{n^{s}}}\ \ \ \ (F_{n}\in \mathbb {Z} )}
と、ディリクレ級数の形で表すことが出来る。
デデキントゼータ関数は、{\displaystyle \scriptstyle \operatorname {Re} \ s>1} に対して、絶対かつ一様収束する。従って、{\displaystyle \scriptstyle \operatorname {Re} \ s>1} で、{\displaystyle \zeta _{K}(s)} は正則関数である。

## 関数等式
n 次代数体 K に対して、デデキントゼータ関数は次の関数等式を満たす：
{\displaystyle \zeta _{K}(1-s)=|D_{K}|^{s-1/2}\left(\cos {\frac {\pi s}{2}}\right)^{r_{1}+r_{2}}\left(\sin {\frac {\pi s}{2}}\right)^{r_{2}}(2(2\pi )^{-s}\Gamma (s))^{n}\zeta _{K}(s)} 。
ただし、{\displaystyle r_{1},\ 2r_{2}} は K の実共役体、虚共役体の個数とする。
特に、K を有理数体にすれば、よく知られたリーマンゼータ関数の関数等式
{\displaystyle \zeta (1-s)=2(2\pi )^{-s}\cos \left({\frac {\pi s}{2}}\right)\ \Gamma (s)\ \zeta (s)}
が成立する。
さらに、{\displaystyle \zeta _{K}(s)} に対する、代数体 K の完備ゼータ関数を
{\displaystyle Z_{K}(s)=|D_{K}|^{s/2}2^{-(s-1)r_{2}}\pi ^{-ns/2}\Gamma (s/2)^{r_{1}}\Gamma (s)^{r_{2}}\zeta _{K}(s)}
とおけば、関数等式
{\displaystyle Z_{K}(1-s)=Z_{K}(s)}
を満たし、{\displaystyle \scriptstyle \mathbb {C} \setminus \{1\}} に解析接続できる。従って、{\displaystyle \zeta _{K}(s)} は {\displaystyle \scriptstyle \mathbb {C} \setminus \{1\}} まで解析接続できる。
解析接続できない {\displaystyle s=1} では、デデキントゼータ関数は 1 位の極で、留数は
{\displaystyle \kappa ={\frac {2^{r_{1}}(2\pi )^{r_{2}}}{w|D_{K}|^{1/2}}}h_{K}R}
である。つまり、
{\displaystyle \zeta _{K}(s)={\frac {\kappa }{s-1}}+O(1)\ \ \ (s\to 1+0)}
である。
ただし、{\displaystyle r_{1},\ 2r_{2}} は K の実共役体、虚共役体の個数、w は、K に含まれる 1 のベキ根の個数、{\displaystyle h_{K},\ R} は、それぞれ K の類数、単数基準とする。

## デデキントゼータ関数の零点
(1) 自明な零点
{\displaystyle \zeta _{K}(s)} と {\displaystyle \zeta _{K}(1-s)} との関係式から自明な零点を求めることができる。
- K が総実体のとき 
任意の正整数 k に対して、{\displaystyle \zeta _{K}(-2k)=0} 。
- K が総実体ではないとき 
任意の正整数 k に対して、{\displaystyle \zeta _{K}(-k)=0} 。

(2) 非自明な零点
s が、{\displaystyle \scriptstyle \operatorname {Re} \ s>0} である零点とすれば、{\displaystyle \scriptstyle Rs\ s=1/2} であると予想されている。これを拡張されたリーマン予想という。リーマンゼータ関数に対するリーマン予想をその特別な場合として含む予想であり、現在でも未解決である。

## オイラー積
任意の整イデアルは、素イデアルの積で表すことができるので、デデキントゼータ関数は、以下のオイラー積表示を持つ。
{\displaystyle \scriptstyle \operatorname {Re} \ s>1} のとき、
{\displaystyle \zeta _{K}(s)=\prod _{\mathfrak {p}}{\frac {1}{1-(N{\mathfrak {p}})^{-s}}}} 。
ただし、積は K の素イデアル全てを動くものとする。

## ディリクレのL関数との関係
デデキントゼータ関数のオイラー積表示により、素イデアルのノルムの値からデデキントゼータ関数を具体的に計算することができる。素イデアルのノルムは、有理素数の素イデアル分解の結果から求めることができるが、K が一般の代数体の場合、素イデアル分解が複雑であるので、具体的に計算することは大変難しい。
しかし、K が二次体または円分体であれば、素イデアル分解の様子がよく分かっているので、オイラー積を計算することができ、その結果、デデキントゼータ関数をディリクレのL関数を用いて表現することができることが知られている。
(1) K が二次体の場合
K の判別式を D とし、{\displaystyle \chi _{D}} を法 D に関するクロネッカー指標とすると、
{\displaystyle \zeta _{K}(s)=\zeta (s)L(\chi _{D},\ s)}
が成立する。
(2) K が円分体の場合
{\displaystyle \scriptstyle K=\mathbb {Q} (\zeta _{m})} {\displaystyle (m>2)} とする。
{\displaystyle \zeta _{K}(s)=\prod _{\chi }L(\chi ,s)=\zeta (s)\!\!\prod _{\chi \neq \chi _{0}}\!\!L(\chi ,s)}
が成立する。ここで、最初の積は、法 m に関する原始的ディリクレ指標全てにわたる積とし、二番目の積は、法 m に関する原始的ディリクレ指標のうち、単位指標以外のもの全てにわたる積である。 
さらに、任意の有理数体のアーベル拡大体 K は、ある円分体の部分体であるので(クロネッカー＝ウェーバーの定理)、上のことから、{\displaystyle \zeta _{K}(s)} は、いくつかのディリクレL関数の積で表すことができる。

## 応用例
デデキントゼータ関数を用いた応用例として、2つの平方数の和で表す方法の数を求めてみることにする。
これはヤコビの二平方定理として知られ、いろいろな証明方法が知られているが(ヤコビの二平方定理の証明を参照)、ここでは、デデキントゼータ関数を使った方法で証明してみる。
{\displaystyle \scriptstyle K=\mathbb {Q} ({\sqrt {-1}})} とおき、K 上のデデキントゼータ関数 {\displaystyle \zeta _{K}(s)} を二通りの方法で計算する。
まずは、ディリクレ級数の形でデデキントゼータ関数を表し、その係数を求めてみる。
{\displaystyle \zeta _{K}(s)=\sum _{n=1}^{\infty }{\frac {F_{n}}{n^{s}}}\ \ \ \ (F_{n}\in \mathbb {Z} )}
とおくと、
{\displaystyle F_{n}={\frac {1}{4}}\#\{(a,b)|a^{2}+b^{2}=n,\ a,\ b\in \mathbb {Z} \}}
が成立するので、{\displaystyle F_{n}} は、n を2つの平方数の和で表す方法の数の4倍に等しい。慣例に従って、2つの平方数の和で表す方法の数を {\displaystyle r_{2}(n)} と書くと、
{\displaystyle \zeta _{K}(s)=\sum _{n=1}^{\infty }{\frac {(1/4)r_{2}(n)}{n^{s}}}}
と表される。
さて、K は二次体であるので、{\displaystyle \zeta _{K}(s)} は、リーマンゼータ関数と、クロネッカー指標からなるディリクレL関数の積で表される。{\displaystyle \scriptstyle K=\mathbb {Q} ({\sqrt {-1}})} のクロネッカー指標を具体的に求めることにより、
{\displaystyle \zeta _{K}(s)=\zeta (s)\!\!\!\!\!\!\!\prod _{p;\operatorname {odd} \ \operatorname {prime} }\!\!\!\!\!\!\!\left(1-(-1)^{(p-1)/2}p^{-s}\right)}
が成立する。二通りに表された {\displaystyle \zeta _{K}(s)} を比較することにより、
{\displaystyle r_{2}(n)=4\sum _{2\nmid d|n}(-1)^{(d-1)/2}}
が成立する。これはヤコビの二平方定理に他ならない。
さらなる応用として、K を別の二次体 {\displaystyle \scriptstyle (\mathbb {Q} ({\sqrt {-2}}),\ \mathbb {Q} ({\sqrt {-3}})} にすることで、上と同じ方法で、{\displaystyle \scriptstyle x^{2}+2y^{2},\ x^{2}+3y^{2}} の形での表し方の数を求めることができる。